# Дальнее (Харьковская область)
Дальнее (укр. Дальнє) — село,
Рояковский сельский совет,
Кегичёвский район,
Харьковская область, Украина.
Код КОАТУУ — 6323184805. Население по переписи 2001 года составляет 170 (68/102 м/ж) человек.

## Географическое положение
Село Дальнее находится между реками Вшивая (6 км) и Берестовая (10 км), рядом в селом проходит железная дорога, ближайшая станция ОП 96км, Шляховой (1 км).
По селу протекает пересыхающий ручей с запрудой.

## История
- 1750 — дата основания.

## Экономика
- Молочно-товарная ферма.

- Сайт Верховной рады Украины